# Duma bułyginowska
Duma bułyginowska (ros. Булыгинская дума) – projekt izby przedstawicielskiej w Imperium Rosyjskim opracowany przez komisję Aleksandra Bułygina w 1905 roku. 
W wyniku krwawej niedzieli w imperium Rosyjskim zapanował niepokój. Jedną z form załagodzenia sytuacji miało być powołanie instytucji przedstawicielskiej o charakterze doradczym. Mikołaj II wydał 18 lutego manifest w tej sprawie. Do opracowania statusu przyszłej Dumy Państwowej została powołana komisja, nazwana od przewodniczącego jej ministra spraw wewnętrznych Aleksandra Bułygina, przy czym głównym autorem dokumentu był Siergiej Kryżanowski. Prace nad projektem wzbudziły żywy oddźwięk w społeczeństwie, w jego sprawie interweniowali zarówno działacze konserwatywni zaniepokojeni zagrożeniem dla samowładztwa, jak i liberałowie oczekujący jak najszerszych uprawnień parlamentu. Głównym punktem kontrowersji była ordynacja wyborcza do nowego organu – tutaj obóz konserwatywny skłaniał się ku kluczowej roli bogatszego chłopstwa i szlachty w głosowaniach kurialnych, zaś liberałowie oczekiwali wyborów powszechnych i równych. Bułygin przedstawił swój projekt Radzie Ministrów 22 maja, zaś 19 lipca odbyła się debata z udziałem monarchy. Ten zadecydował o powołaniu Dumy, co ogłosił 6 sierpnia manifestem O utworzeniu Dumy Państwowej. W wyniku zaostrzenia rewolucji 1905 roku pod koniec września projekt przestał odpowiadać na stawiane przed nim potrzeby. Został zarzucony wraz z opublikowaniem manifestu październikowego, który znacząco zmieniał postać przyszłej Dumy Państwowej.

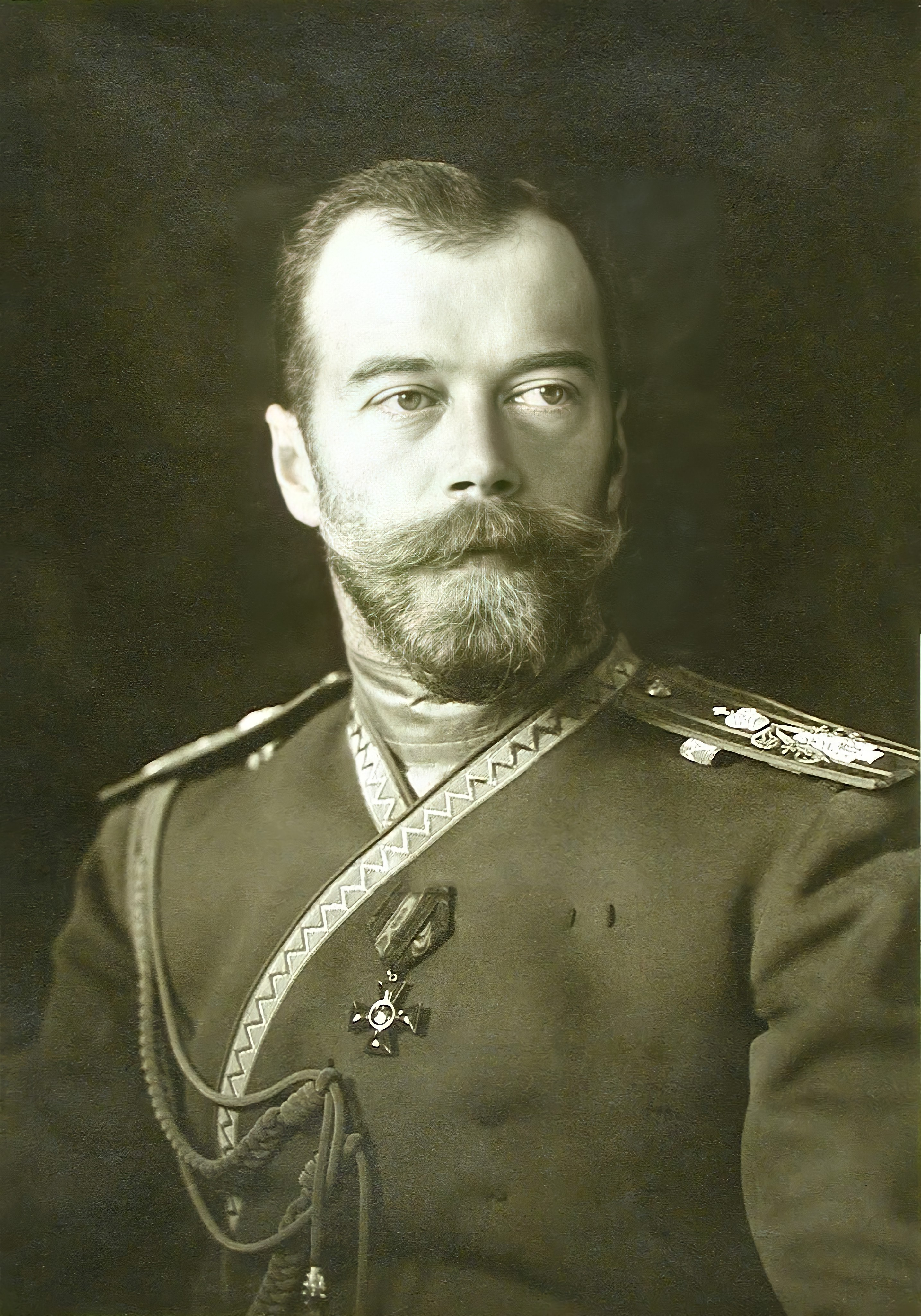
Mikołaj II Romanow, cesarz Imperium Rosyjskiego w czasie dyskusji nad powołaniem Dumy.

## Geneza

### Koncepcje XIX-wieczne

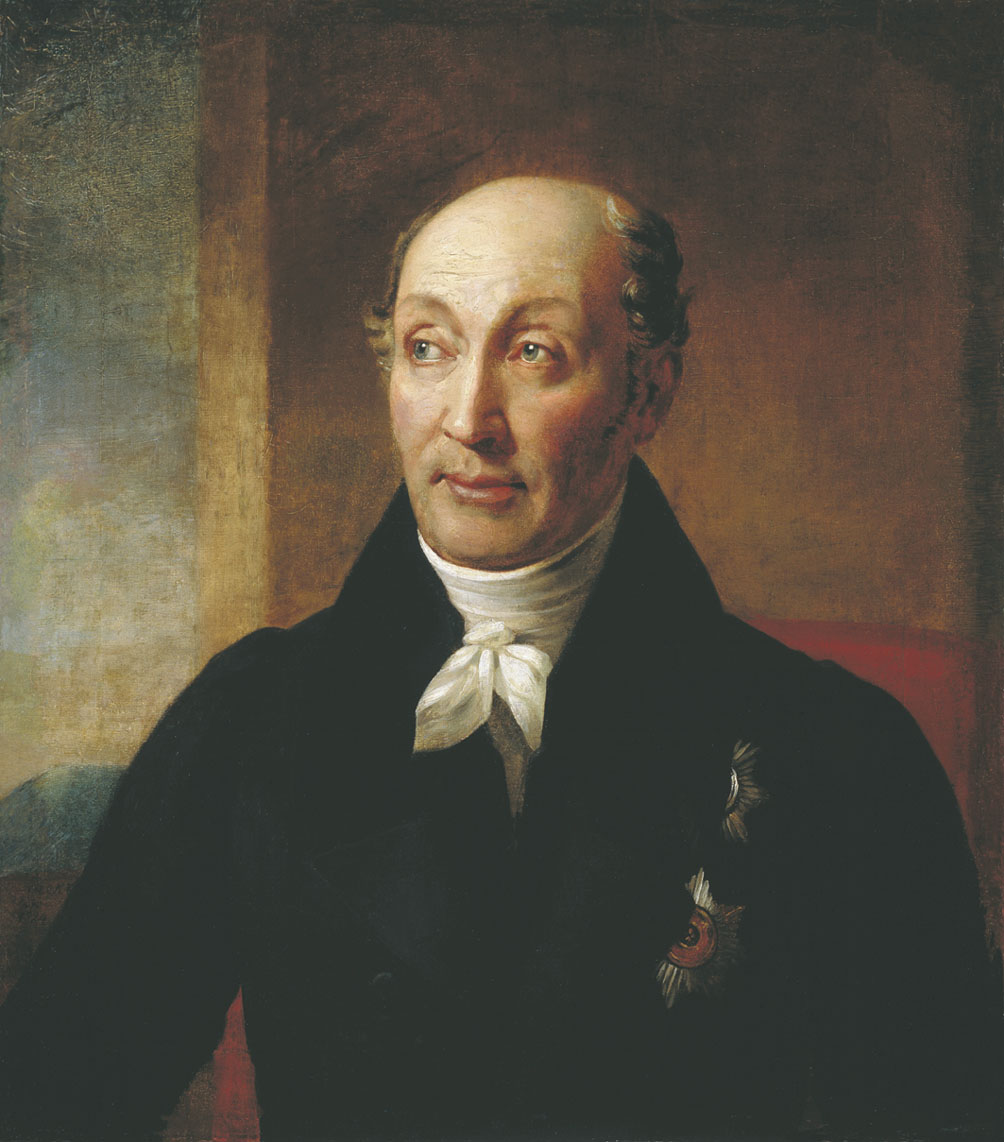
Michaił Spieranski był autorem pierwszego projektu Dumy Państwowej, wychodzącego z kręgów administracji państwowej.

Imperium Rosyjskie było państwem absolutystycznym, nie istniało w nim przez cały XVIII i XIX wiek żadne stałe ciało przedstawicielskie na poziomie ogólnopaństwowym. W XIX wieku kilkukrotnie jednak wychodzono z inicjatywami jego powołania. Wśród prób wychodzących ze środowisk bliskich monarchom pierwszą był projekt Dumy Państwowej autorstwa Michaiła Spieranskiego, wyłożony w planie reform Wstęp do zbioru ustaw państwowych z 1809 roku. Druga nastąpiła dopiero pół wieku później – 13 kwietnia 1863 roku minister spraw wewnętrznych Piotr Wałujew przekazał Aleksandrowi II plan poszerzenia Rady Państwa o element przedstawicielski. Również na Radzie Państwa opierał się zarys ciała przedstawicielskiego przedstawiony cesarzowi 22 grudnia 1866 roku przez jego brata Konstantego. W latach siedemdziesiątych z inicjatywą powołania ograniczonych organów dwukrotnie (27 listopada 1873 i 19 lutego 1874 roku) wychodził Pawieł Szuwałow, stojący wówczas na czele III oddziału kancelarii cesarskiej. Ostatnią dziewiętnastowieczną próbą w tym zakresie był projekt ministra spraw wewnętrznych Michaiła Łorisa-Mielikowa ze stycznia 1881 roku, w starszej historiografii określany jako konstytucja Łorisa-Mielikowa.

### Sytuacja przed 18 lutego

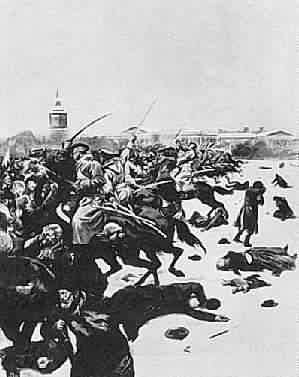
Krwawa niedziela stała się zarzewiem rewolucji 1905 roku.

Mikołaj II jeszcze przed wybuchem rewolucji 1905 roku wykonywał pewne gesty w stronę zwiększenia udziału społeczeństwa we władzy. Taki charakter miał manifest cesarski z 26 lutego 1903 roku, dotyczył on jedynie poszerzenia uprawnień samorządów lokalnych. W dekrecie cesarskim O krokach zmierzających do udoskonalenia porządku państwowego znajdowała się początkowo propozycja ministra spraw wewnętrznych Piotra Swiatopołka-Mirskiego dołączenia do Rady Państwa delegatów społeczeństwa, którzy mieli by uczestniczyć w opracowywaniu legislacji. Pomysł ten został jednak usunięty z ostatecznej wersji dokumentu z 12 grudnia 1904 roku. Przyczyniły się do tego naciski konserwatystów, takich jak oberprokurator Synodu Konstantin Pobiedonoscew oraz wielki książę Sergiusz Romanow.
Punktem przełomowym dla kwestii powołania jakiejś formy parlamentu były wydarzenia 9 stycznia 1905 roku, znane jako krwawa niedziela. Już 17 stycznia podczas audiencji u cesarza minister rolnictwa i majątków państwowych Aleksiej Jermołow sugerował władcy, iż obietnica powołania ciała przedstawicielskiego jest jedynym wyjściem z ciężkiej sytuacji Imperium Rosyjskiego. Mikołaj II zaakceptował sugestię Jermołowa i polecił mu rozpocząć prace nad szczegółami tego rozwiązania. Efektem był najuniżeńszy raport z 31 stycznia, według którego cesarz powinien powołać „dumę ziemską”. Oparcie się na konserwatywnych warstwach ludowych miało przeciwdziałać ewentualnym żądaniom powołania konstytuanty. Raport Jermołowa omawiany był 2 lutego na Radzie Ministrów. Po tym posiedzeniu kierownik kancelarii Rady Ministrów Emmanuil Nolde oraz minister spraw wewnętrznych Aleksandr Bułygin przygotowali projekt carskiego reskryptu. Pierwotnie zawierał on deklaracje zaangażowania do udziału we władzy przedstawicieli zgromadzeń szlacheckich, w wersji przedstawionej 11 lutego cesarzowi była już jednak mowa o „przedstawicielach narodu”.
Do 18 lutego cesarz otrzymał szereg memoriałów dotyczących problematyki zmian ustrojowych. Tak na przykład 27 stycznia członek Rady Państwa Aleksiej Szyrinski-Szychmatow przekazał cesarzowi memoriał odradzający powoływanie odrębnego parlamentu, który mógłby doprowadzić do powtórzenia scenariusza rewolucji francuskiej, zamiast tego postulując poszerzenie składu Rady Państwa i Senatu Rządzącego o łącznie 174 wójtów gminnych. Generał-gubernator petersburski Dmitrij Triepow 16 lutego przedstawił Mikołajowi II raport, w którym zniechęcał go do przedstawiania nowych obietnic, zaostrzających tylko żądania poddanych. Marszałek szlachty tambowskiej Kontantin Gołowin argumentował w swoim piśmie, iż ziemstwa są zarzewiem konstytucjonalizmu, dlatego nie powinno się ich dopuszczać do prac legislacyjnych. Według umiarkowanego konserwatywnego publicysty Aleksieja Suworina dobrym wyjściem byłoby dobieranie odgórnie przez organy państwowe przedstawicieli elit kultury i nauki do współudziału w pracach.
Spośród najbliższych dworu sfer pomysł powołania dumy popierali Władimir Kokowcow, Aleksiej Jermołow, Aleksandr Bułygin, Dmitrij Solski i Siergiej Manuchin. Przeciwni byli Siergiej Witte i Alexander von Budberg. Ostatecznie Mikołaj II poparł tworzenie ciała przedstawicielskiego z uwagi nie tylko na problemy wewnętrzne, ale również na ciężką sytuację w wojnie z Japonią – demokratyzacja państwa miała ułatwić cesarzowi uzyskanie kredytów i poparcia dyplomatycznego z państw zachodnich.

### Powołanie komisji Bułygina
Dokument nadający bieg pracom nad nowy porządkiem prawnym został zatwierdzony przez władcę 18 lutego. Nakazywał on Bułyginowi powołanie w tym celu specjalnej komisji. W reskrypcie monarcha zastrzega konieczność zachowania „zasadniczych ustaw cesarstwa”, co oznaczało jedynie doradczy charakter powoływanego ciała – nie mogło ono wchodzić w konflikt kompetencyjny z samodzierżawiem. Reskrypt w jednoznaczny sposób przekazywał intencję powołania instytucji delegatów:

Kontynuując dzieło Przodków Moich – umacnianie i rozwój Ziemi Rosyjskiej – powziąłem zamiar przywołać wybrane przez ludność, najgodniejsze i zaufaniem narodu obdarzone osoby – do udziału we wstępnym opracowywaniu i rozsądzaniu projektów ustaw.

### Reakcje społeczeństwa

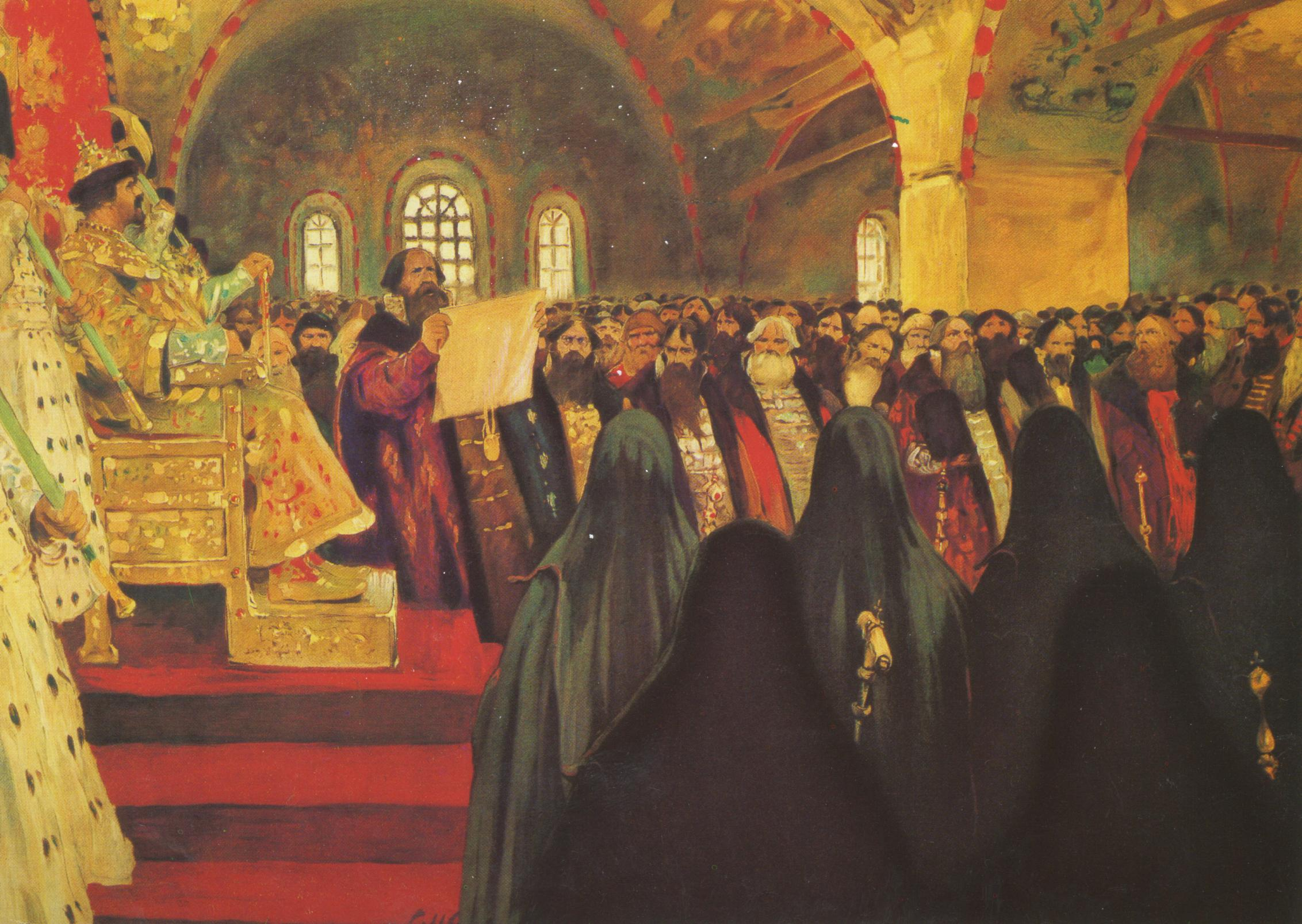
Dla słowianofilów jedyną akceptowalną formą instytucji przedstawicielskiej w Imperium Rosyjskim był sobór ziemski. Obraz autorstwa Siergiej Iwanow (malarz) z 1908 roku.

Reskrypt spotkał się z szerokim odzewem w społeczeństwie. Zdaniem Jermołowa pozytywnie oddziaływał on na chłopów, aczkolwiek – jak donosił cesarzowi 14 marca – jego treść nie jest powszechnie znana w tej grupie.
Konserwatyści byli bardzo zaniepokojeni zawartością reskryptu. Konstatnin Pobiedonoscew w piśmie do Mikołaja II doradzał, aby realizować go w minimalnej formie, to jest utworzyć doradcze ciało zwoływane tylko w razie potrzeby, do przedyskutowania konkretnych projektów. Część konserwatystów, zwłaszcza orientacji słowianofilskiej, widziało w planowanym organie powrót do idei soboru ziemskiego, co miało współgrać z ideą samowładztwa. Aby do tego doszło należy jednak ograniczyć w nim wpływ sił prozachodnich – takie wnioski wysunęło na przykład na początku marca zebranie gubernialnych marszałków szlachty w Moskwie. Z kolei zwolennicy powstającej w tym okresie Czarnej Sotni uważali tę ideę za zbyt niebezpieczną, ze względu na zagrożenie zdominowania prawosławnych Rosjan przez inne grupy etniczne i religijne.
Większość liberałów bardzo pozytywnie odnosiła się do reskryptu, prasa wieszczyła koniec biurokratyzmu i rychłe przekształcenie się zapowiadanego organu doradczego w rzeczywistą władzę. Wzrostem cen akcji zareagowała też petersburska giełda.
Negatywne natomiast były reakcje na lewicy. W jej liberalnym skrzydle gazeta Piotra Struwego „Oswobożdienie” w ten sposób komentowała komisję Bułygina: Jest oczywiste, że Bułygin znalazł się na swym stanowisku właśnie dlatego, że oczekują od niego zniweczenia tej reformy i pozostawienia tylko jej cienia. Lewica rewolucyjna natomiast nie akceptowała żadnej możliwości naprawy istniejącego systemu, a jedynie jego obalenie.
Opis stosunku poszczególnych środowisk politycznych do reskryptu Mikołaj II otrzymał w poufnym raporcie.

## Prace nad projektem

### Proces legislacyjny
| Członek              | Zdjęcie | Afiliacja                                                                         | Uwagi                         |
| -------------------- | ------- | --------------------------------------------------------------------------------- | ----------------------------- |
| Aleksandr Bułygin    |         | Minister Spraw Wewnętrznych                                                       | przewodniczący                |
| Siergiej Kryżanowski |         | urzędnik w Główny zarządzie Gospodarki Terenowej, Ministerstwo Spraw Wewnętrznych | sekretarz                     |
| Wiktor Iwanowski     |         | profesor prawa na Uniwersytecie Kazańskim                                         |                               |
| Aleksiej Putiłow     |         | zarządzający kancelarią Ministra Finansów                                         |                               |
| Aleksandr Triepow    |         | zastępca sekretarza stanu, Rada Państwa                                           |                               |
| Fiodor Samarin       |         | publicysta neosłowianofilski                                                      | zrezygnował z pracy w komisji |

#### Prace w komisji
Świeżo powołana komisja musiała na początku ustalić sposób pracy nad ustawą. Fiodor Samarin wyszedł z propozycją konsultacji na poziomie guberni, w specjalnych do tego celu powołanych radach, gromadzących członków wszystkich stanów. Pozostali członkowie odrzucili wniosek neosłowianofila, co zniechęciło go do dalszej pracy komisji. Wstępny projekt dokumentu przegotował Kryżanowski. Zakładał on położenie nacisku na pracę Dumy w niewielkich wydziałach, przy jak największym ograniczeniu sesji ogólnych, które groziły demagogią. Komisja zaakceptowała większość z rezultatów pracy sekretarza, polemika wywiązała się jedynie wokół uprawnień parlamentu do interpelowania ministrów oraz system wyborczy. Pierwsza z tych kwestii została rozwiązana w ten sposób, iż Duma Państwowa zachowywała prawo do zadawania ministrom pytań, dotyczących podejmowanych przez nich działań, jednak pytania te mogły dotyczyć jedynie kwestii legalności tychże, nie zaś ich celowości. W przypadku sposobu wyboru delegatów Kryżanowski zaproponował dwa rozwiązania opierające się na już istniejących samorządach. Pierwszy z nich zakładał wybory pośrednie poprzez ziemstwa powiatowe – miało to zagwarantować udział w Dumie Państwowej tylko osób „kulturalnych”, bowiem w wyniku kontrreformy 1890 roku chłopi mieli niewielki wpływ na wynik wyborów do ziemstw. Minusem tej koncepcji zdaniem Bułygina było zagrożenie upolitycznienia ziemstw powiatowych. Zaproponowana przez Kryżanowskiego alternatywa opierała się na systemie wyborczym do ziemstw sprzed kontrreformy Aleksandra III (ustawa z 1864 roku). Trójstopniowe wybory miały zaczynać się od wyłonienia powiatowego zgromadzenia wyborczego. Członkowie tego ciała spośród siebie mieli wybrać przedstawicieli do gubernialnego zgromadzenia wyborczego, na którym odbywała się elekcja deputowanych do Dumy Państwowej z danej guberni. Od spójnego cenzusu majątkowego zrobiono wyłom dla guberni zachodnich, celem osłabienia elementu polskiego. W wyborach dyskryminowana miała być ludność żydowska.
Wnioski z prac komisji zostały spisane przez Bułygina w marcu, w dokumencie Racje ministra spraw wewnętrznych w związku z porządkiem urzeczywistnienia wytycznych Jego Cesarskiej Mości, obwieszczonych w reskrypcie z 18 lutego 1905 roku. Wskazywał on monarsze różne drogi realizacji obietnic, takie jak włączenie przedstawicieli ludności do prac Rady Państwa, czy powołanie niezależnych od Rady komisji. Za najbardziej wskazane uznał jednak powołanie osobnego, stałego organu, w którym delegaci ludności przedstawialiby jej potrzeby i aspiracje. Opowiadał się za wyborami kurialnymi z cenzusem majątkowym.

#### Przed Radą Ministrów

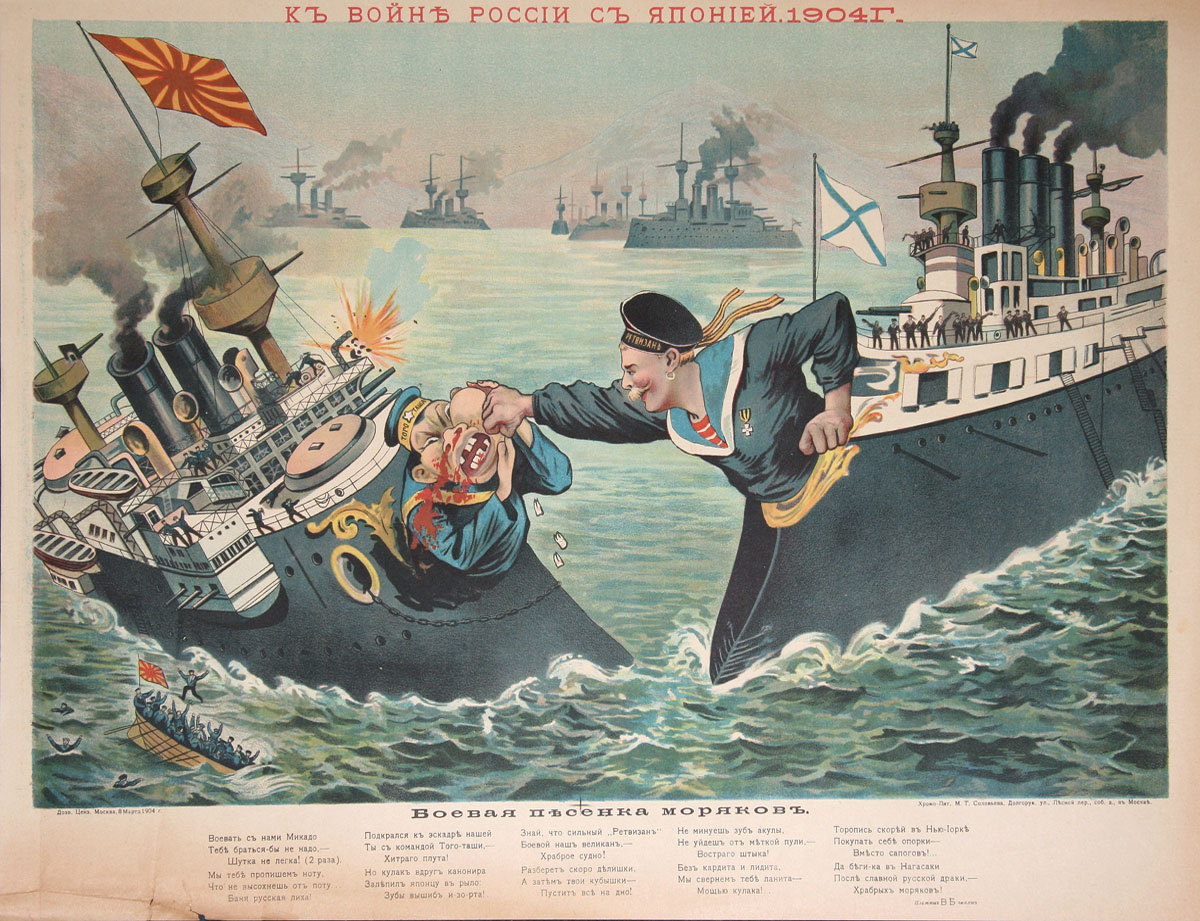
Nie sprawdziły się optymistyczne założenia dotyczące wojny z Japonią. Porażka w bitwie pod Cuszimą zaostrzyła nastroje społeczne, co zwiększyło nacisk na powołanie ciała przedstawicielskiego. Rosyjski plakat propagandowy z 1904 roku.

Dalszy bieg procesu legislacyjnego toczył się napiętej atmosferze po porażce cuszimskiej (14/15 maja). Projekt komisji stanął przed Radą Ministrów 22 maja. Kontrowersje wzbudził tam passus, głoszący, że sprzeciw Dumy Państwowej i Rady Państwa powoduje wycofanie projektu ustawy do zgłaszającego go ministra, celem naniesienia poprawek. Kontroler państwowy Pawieł Łobko argumentował, iż zapis ten uderza w samowładztwo monarchy i sugerował w takich przypadkach przekazanie skrytykowanego projektu cesarzowie, wraz z osobnymi opiniami większości i mniejszości obu organów. Ostatecznie jednak przeważył argument, iż przedkładanie wadliwych czy kontrowersyjnych projektów monarsze uderza w jego prestiż i artykuł pozostał w niezmienionej postaci. Przekształceniom uległ natomiast system wyborczy do planowanej dumy. Z projektu usunięto – z inicjatywy Siergieja Wittego i Władimira Kokowcowa – ograniczenia dla wyborców żydowskich. Usunięto też najniższy szczebel elekcji – powiatowe zgromadzenia wyborcze. Zamiast tego wybory do zgromadzeń gubernialnych miały odbywać się w trzech kuriach – szlacheckiej, miejskiej i chłopskiej. Zamiast cenzusu majątkowego zaproponowano proporcjonalny do liczby głosujących w kuriach stosunek elektorów. Zlikwidowano też cenzus wykształcenia w przypadku biernych praw wyborczych. Takie zmiany w systemie wyborczym odwracały intencje komisji Bułygina – cenzus majątkowy promował szlachtę, zaś wspólne wybory w powiatach ograniczyć miały nadać członkom Dumy Państwowej charakter przedstawicieli poszczególnych regionów, a nie klas. Przy braku cenzusu najbardziej uprzywilejowani byli włościanie, ze względu na ich dominującą liczebność.

#### Debata w Peterhofie
Ostatnia debata nad projektem odbyła się 19 lipca w Peterhofie. Obradom przewodniczył Mikołaj II, przy bardzo szerokim uczestnictwie elity. Brali w nich udział wielcy książęta: Mikołaj Mikołajewicz, Michał Aleksandrowicz, Włodzimierz Aleksandrowicz i Aleksy Aleksandrowicz, działacze państwowi: Bułygin, Szyrinski-Szychmatow, Pobiedonoscew, Kokowcow, Solski, Łobko, von Budberg, Nikołaj Tagancew, Eduard Frish, Aleksiej Ignatiew,Aleksandr Stiszynski, Aleksandr Połowcow, Michaił Wołkoński, Nikołaj Czichaczow, Otto von Richter, Nikołaj Gierard, Michaił Chiłkow, Władimir Frederiks, Władimir Lambsdorf, Władimir Wierchowski, Władimir Głazow, Aleksandr Roediger, Aleksandr Obolenski, Aresnij Goleniszczew-Kutuzow, Alekandr Naryszkin, Iwan Gołubiew oraz historycy: Wasilij Kluczewski i Nikołaj Pawłow. Od strony technicznej nadzorował debatę Julius von Uexküll-Güldenband. Ustawę oceniano pod względem jej zgodności z samowładztwem cesarza oraz przydatności w uspokajaniu nastrojów rewolucyjnych. Część przedstawicieli prawicy negowała możliwość pogodzenia jakiegokolwiek stałego ciała przedstawicielskiego z ideą samodzierżawia (Goleniszczew-Kutuzow, Szyrinski-Szychmatow). Przeciwne zdanie wyrażali przedstawiciele frakcji liberalnej – Frisz, Kokowcow i Solski. Inną płaszczyzną sporów był konflikt między zwolennikami silnej pozycji szlachty w systemie wyborczym (Stiszyński, Aryszkin, Ignatiew i Kokowcow), a zwolennikami chłopstwa (wielki książę Włodzimierz, Bobriński, Kluczewski i Tagancew). Pobiedonoscew zabiegał o podkreślenie wyższości w procesie legislacyjnym mianowanej Rady Państwa nad wybieralną Dumą Państwową.

### Społeczne próby wpływania na kształt projektu

#### Konserwatyści

Według konserwatystów uwłaszczeni chłopi byli ostoją oparcia dla monarchii. Obraz Borisa Kustodijewa z 1907 roku.

Dmitrij Triepow 8 marca wystosował do cesarza manifest, w którym postulował dokooptowanie do Rady Państwa delegatów narodowych, zamiast tworzyć z nich osobnego ciała. Jego koncepcja ordynacji wyborczej dawała podobną siłę szlachcie i chłopom.
Środowisko słowianofilskie skierowała do cesarza manifest 31 maja. Jego sygnatariuszami byli: pracujący pierwotnie w komisji Bułygina Fiodor Samarin, jego brat Aleksandr, Jurij Bartieniew, Aleksandr Golicyn, Nikołaj Kisiel-Zagorianski, Władimir Kożewnikow, Aleksandr Korniłow, Kławdij Paschałow, Pawieł Mansurow, Michaił Łapin i Dmitrij Chomiakow. Główną myślą pisma była idealizacja podziału stanowego w społeczeństwie. W przyszłym ciele doradczym mieli zasiadać „wybrańcy”, nie zaś „przedstawiciele narodu”. Ordynacja wyborcza powinna faworyzować chłopów, poza nimi elekcje odbywały się jeszcze osobno wśród ziemiaństwa, mieszczan, kupców i duchownych. Słowianofile sugerowali wykluczenie z tego systemu Żydów.
Skrajni konserwatyści w składzie: Aleksandr Brianczaninow, Aleksandr Stiszynski, Michaił Wołkoński, Iwan Sawicz, Siergiej Toll, Boris Stürmer wystosowali memoriał, dotyczący ordynacji wyborczej w projekcie Bułygina. Skrytykowali pomysł wspólnego głosowania szlachty, chłopów i mieszczan. Ich zdaniem głosowanie z mieszczanami byłoby uwłaczające dla szlachty i doprowadziłoby do sukcesu wyborczego inteligencji. Postulowali powiększenie wpływu chłopów na wynik elekcji.
Głosy w dyskusji po stronie konserwatystów zabierali też Ananij Strukow i Arsienij Goleniszczew-Kutuzow. Ten pierwszy postulował w swoim projekcie rozdzielenie wyborów na bezpośrednie dla szlachty i trójstopniowe dla chłopstwa. Goleniszczew-Kutuzow nawiązywał natomiast do idei soboru ziemskiego, która powinno zostać zwołane zamiast Dumy Państwowej.
W dniach 13–16 czerwca odbył się w Petersburgu zjazd gubernialnych marszałków szlachty. W jego trakcie uchwalono treść adresu, dostarczonego monarsze 18 czerwca przez Piotra Trubeckiego i Wasilija Gudowicza. Zakładał on wizję przyszłego ciała przedstawicielskiego jako jednoizbowego parlamentu wybranego w kuriach stanowych. Odmienną koncepcję wyrażali podczas zebrania marszałkowie szlachty inflanckiej i estlandzkiej – Friedrich von Meyendorff i Eduard von Dellingshausen. Wysunęli oni projekt wzorowany na ustroju Królestwa Prus, postulując powołanie od razu dwóch izb Dumy Państwowej. Poza przedstawicielskim ciałem doradczym stanowiącym izbę niższą miała powstać izba wyższa odpowiadająca pruskiej Izbie Panów – połowa członków tejże byłaby wybierana przez cesarza. Nad obiema izbami czuwałaby dodatkowo Rada Państwa, pochodząca jak dotychczas w całości z mianowania. Projekt bałtyckich Niemców przekazał Mikołajowi II Alexander von Budberg.
20 czerwca audiencję u Mikołaja II miał Władimir Dörrer z przedstawicielami szlachty kurskiej. Zaapelował on, aby wybory do Dumy Państwowej odbywały się w podziale na stany, z zachowaniem przewagi szlachty i włościan, do czego cesarz odniósł się przychylnie. W podobnym tonie przebiegła rozmowa monarchy z delegacją Związku Rosjan – Pawłem Szeremietiewem i Aleksiejem Bobrinskim.

#### Liberałowie

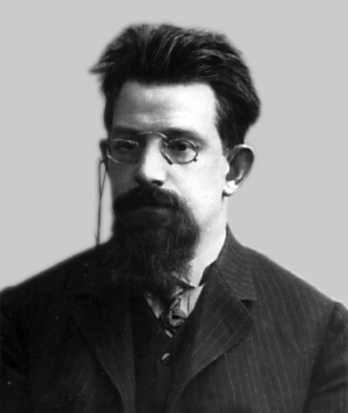
Piotr Struwe był przedstawicielem radykalnych liberałów, dla których nie do przyjęcia był jedynie doradczy charakter Dumy bułyginowskiej.

Liberałowie żywo reagowali na prace komisji Bułygina. Już 18 lutego ziemstwa moskiewskie wysłały do niego delegację, której jednak minister nie przyjął, wymawiając się brakiem czasu. Działacze napisali więc adres bezpośrednio do monarchy, w którym wyrazili oczekiwanie rozszerzenia składu komisji. Zamiast czekać na wyniki prac komisji Piotr Struwe opublikował na początku marca w Oswobożdieniu projekt swojego środowiska o tytule Zasadnicza Ustawa Państwowa Cesarstwa Rosyjskiego. Wedle niego Imperium Rosyjskie przekształciłoby się w monarchię konstytucyjną z dwuizbowym parlamentem, którego niższą izbę wybiera się w czteroprzymiotnikowych wyborach. Inny projekt przygotowali Władimir Kowalewski, Pawieł Milukow, Iosif Giessen, Fiodor Gołowin, Nikołaj Łazariewski. Dmitrij Triepow przekazał cesarzowi w imieniu Kowalewskiego dokumenty sporządzone przez tę grupę 7 kwietnia. W adresie liberałowie ganią Mikołaja II za opieszałość i brak konkretów w lutowym dekrecie. Co do samych uprawnień przyszłego parlamentu, to postulaty działaczy ograniczały się do funkcji doradczej, przy czym opiniowany miał być także budżet. Wnioskowali też o brak restrykcji narodowościowych w ordynacji wyborczej.
Grupa najwyższych urzędników o tendencji umiarkowanie liberalnej w składzie :Konstantin Pahlen, Otto Richter, Fiodor Thörner, Anatolij Kułomzin, Andriej Saburow i Piotr Saburow wysunęła własną propozycję „Państwowego Zgromadzenia Przedstawicielskiego”. Pomysł ten był zbliżony do projektu komisji Bułygina, z tym że stawiał większy akcent na wyborców chłopskich w ordynacji wyborczej.
W przemówieniu skierowanym do cesarza profesor Siergiej Trubecki zakwestionował w delikatny sposób założenia ordynacji wyborczej Dumy bułyginowskiej. Jego zdaniem wszyscy poddani powinni mieć swoich przedstawicieli.
Silne tendencje liberalne przejawiały się na zjazdach działaczy ziemstw w Moskwie. Na sesji 22–26 kwietnia większością 136 głosów uchwalono, iż nowo powstające ciało powinno pełnić funkcje konstytuanty, wybranej w czteroprzymiotnikowych wyborach. Za dwuizbowym parlamentem z wyborami pośrednimi głosowało 37 uczestników, zaś za ciałem doradczym z delegatami samorządów opowiedziało się 17 osób na czele z Dmitrijem Szypowem. Kolejny zjazd z 24–25 maja zażądał od Mikołaja II powołania organu, który nie tylko zajmie się ustrojem państwowym, ale również rozwiąże kwestie trwającej wojny z Japonią. Kształt przyszłego ustroju omawiała Konstytucja Cesarstwa Rosyjskiego, omawiana na sesji 6–lipca. Był to projekt Siergieja Muromcewa, Fiodora Kokoszkina i Jewgienija Szczepkina, zakładał nadrzędność dwuizbowego parlamentu nad monarchą. Podobne tendencje przyjął zjazd dum miejskich, obradujący w Moskwie 15 maja. Skrytykowano projekt Bułygina jako skrajnie niewystarczający.
Żądania zwołania konstytuanty wysunął też 28 maja Związek Związków. Krytykę wysunęli też przemysłowcy, którzy w manifeście do ministra finansów Kokowcowa z 30 maja oskarżyli projekt Bułygina o pominięcie przemysłowców i robotników w ordynacji wyborczej.
Mienszewicy wyrażali na temat projektu Bułygina opinie podobne do liberałów, natomiast zarówno bolszewicy jak i eserowcy odrzucali projekty obu stron, a dumę bułyginowską nazwali „karykaturalną formą przedstawicielstwa narodowego”.

## Projekt
Po rozwiązaniu wszystkich spornych kwestii Mikołaj drugi 6 sierpnia wydał manifest O utworzeniu Dumy Państwowej. Jednocześnie opublikowano ordynację wyborczą oraz statut przyszłej Dumy. Zarysowana przez projekt ścieżka zakładała, iż Duma Państwowa będzie opiniować wszystkie projekty ustaw. Miała też prawo do składania własnych propozycji zmian prawnych, pod warunkiem, że nie godzą w samodzierżawie. Zaopiniowane ustawy trafiały do Rady Państwa, która miała prawo do odrzucenia opinii ciała przedstawicielskiego. Mogła też rozpatrzyć ustawy z pominięciem obrad Dumy Państwowej, jeżeli ta przekroczyła termin na wydanie opinii. Projekty przesłane przez Radę Państwa do monarchy były zatwierdzane lub odrzucane zgodnie z jego wolą. Duma Państwowa zachowała możliwość interpelowania ministrów, jednak ci mogli uniknąć udzielania odpowiedzi w przypadku „racji wyższego rzędu”.
Aktywne prawa wyborcze przysługiwały mężczyznom, którzy ukończyli 25 rok życia, nie studiowali i nie odbywali służby wojskowej. Prawa tego nie uzyskiwali przedstawiciele niektórych mniej licznych narodowości. Ordynacja wyborcza zakładała głosowanie kurialne z cenzusem majątkowym oraz ograniczeniami dotyczącymi osiadłości. Elektorzy wybierani byli w trzech kuriach:
- pełnomocnicy od gromad wiejskich i stanic, wybrani przez chłopów posiadających gospodarstwo, pod nadzorem rejonowych naczelników ziemskich i powiatowych marszałków szlachty – 42% elektorów
- powiatowi właściciele ziemscy (cenzus majątkowy zaczynał się od 109–870 hektarów[40] ) – 34% elektorów
- wyborcy miejscy (cenzus majątkowy 1500 rubli, wyznaczony przez wycenę posiadanych nieruchomości[40] ) – 24% elektorów

Osoby wyłonione w głosowaniach kurialnych wybierały deputowanych do Dumy Państwowej z danej guberni. Osobne głosowanie odbywało się w 26 wydzielonych miastach (w Moskwie i Petersburgu cenzus dla wyborców miejskich powiększono dwukrotnie).

## Zarzucenie projektu

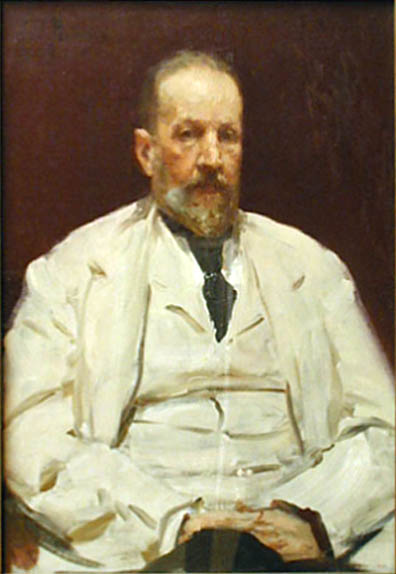
Siergiej Witte był inicjatorem manifestu październikowego, dezaktualizującym projekt Dumy byłyginowskiej. Portret autorstwa Ilji Riepina z 1903 roku.

Jeszcze w dniach 12–15 września obradujący w Moskwie zjazd działaczy ziemstw uznał Dumę bułyginowską za „wystarczające” ustępstwo samodzierżawia, zaś główne zadanie przyszłego parlamentu określił jako „przekształcenie samej Dumy”. Jednak już pod koniec miesiąca w Imperium Rosyjskim znacznie wzrosła intensywność wystąpień rewolucyjnych, a projekt Dumy już tylko irytował opinię publiczną. W tej sytuacji inicjatywę przejął Siergiej Witte. W memoriale przekazanym Mikołajowi II 10 października zarysowywał alternatywę działania w ówczesnej sytuacji – ustępstwa w stronę liberalizacji lub dyktatura wojskowa. Pierwsza z tych opcji, której sam był zwolennikiem, zakładała powołanie parlamentu uprawnionego do podejmowania decyzji, a nie tylko doradczego. Miał on zostać wyłoniony w wyborach powszechnych. Dumę bułyginowską określił jako inicjatywę spóźnioną. Pięć dni później pojawił się u cesarza z gotowym manifestem w sprawie powołania nowej Dumy Państwowej. Przed podjęciem decyzji Mikołaj II skonsultował się ze swoim zaufanym doradcą z przeciwnej strony sceny politycznej – Dmitrijem Triepowem. Ten skrajny konserwatysta uznał jednak za wskazane powołanie parlamentu, odpowiedział też na osobne pytanie cesarza, iż w ówczesnej sytuacji nie jest możliwe przywrócenie porządku bez masowego rozlewu krwi. To przechyliło szalę i Mikołaj II wydał 17 października manifest, deklarujący powołanie Dumy Państwowej w jej ostatecznym kształcie.